# Sân bay Franjo Tuđman Zagreb
Sân bay Franjo Tuđman (IATA: ZAG, ICAO: LDZA), cũng gọi là Sân bay Pleso theo khu ngoại ô gần đó của Pleso, là sân bay quốc tế chính của Croatia và cũng là căn cứ của Không quân Croatia. Sân bay này nằm cách nhà ga tàu hỏa trung tâm 10 km ở Zagreb, và đã phục vụ 2.430.971 khách năm 2014. Đây là trung tâm của hãng Croatia Airlines.
Phi trường đầu tiên ở Zagreb đã được xây năm 1909 gần khu vực phía tây của thành phố, ở Črnomerec. Nó được Slavoljub Eduard Penkala sử dụng cho các loại máy bay mà ông thiết kế.
Năm 1927, Charles Lindbergh hạ cánh tại sân bay Borongaj (phía đông Zagreb) sau khi đã vượt Đại Tây Dương thành công. Sân bay này bắt đầu phục vụ khách ngày 3 tháng 2 năm 1928.
Sau đệ nhị thế chiến, dịch vụ bay thương mại đã được chuyển đến một sân bay gần đó ờ gần làng Lučko ở tây nam thành phố vào ngày 1-4-1947. Năm 1959, sân bay Lučko phục vụ 167.000 lượt khách.

## Các hãng hàng không và các điểm đến
- Aeroflot (Moskva-Sheremetyevo)

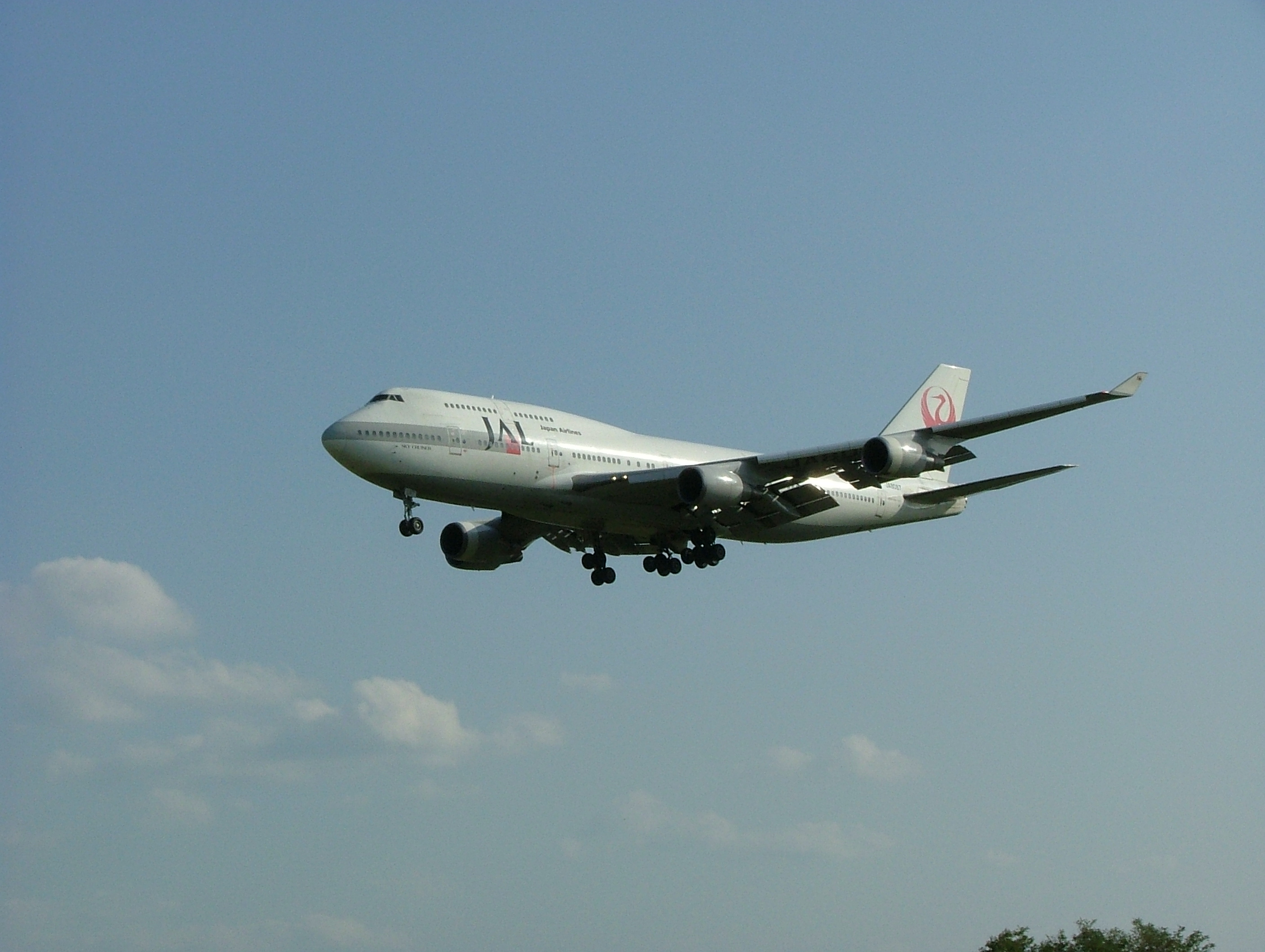
JAL Boeing 747-400

- Air France (Paris-Charles de Gaulle)
- Austrian Airlines (Vienna)
- B&H Airlines (Sarajevo)
- Croatia Airlines (Amsterdam, Barcelona, Brussels, Copenhagen [từ 05/2008], Dubrovnik, Düsseldorf [từ 05/2008], Frankfurt, Gothenburg [theo mùa], London-Gatwick, London-Heathrow, Manchester, Munich, Paris-Charles de Gaulle, Podgorica [từ 17/7/2008], Pristina [từ 16/7/2008], Pula, Rome-Fiumicino, Sarajevo, Skopje, Split, Tel Aviv [theo mùa], Venice [theo mùa], Vienna, Zadar, Zürich)
- Czech Airlines (Prague)
- Germanwings (Berlin-Schönefeld, Cologne/Bonn, Dortmund, Hamburg, Stuttgart)
- Lufthansa (Frankfurt, Munich)
- Malév Hungarian Airlines (Budapest)
- SAS (Stockholm-Arlanda)
- Skyservice (Toronto-Pearson) (theo mùa)
- TAP Portugal (Bologna, Lisbon)
- Turkish Airlines (Istanbul-Atatürk)
- Wizz Air (London-Luton)

### Hãng hàng hóa
- MiniLiner (Bergamo)
- Trade Air (Ljubljana, Sarajevo)

### Bay thuê bao
- Dubrovnik Airline (Barcelona, Bilbao, Madrid)
- Nouvelair (Monastir)

## Một vài bức ảnh

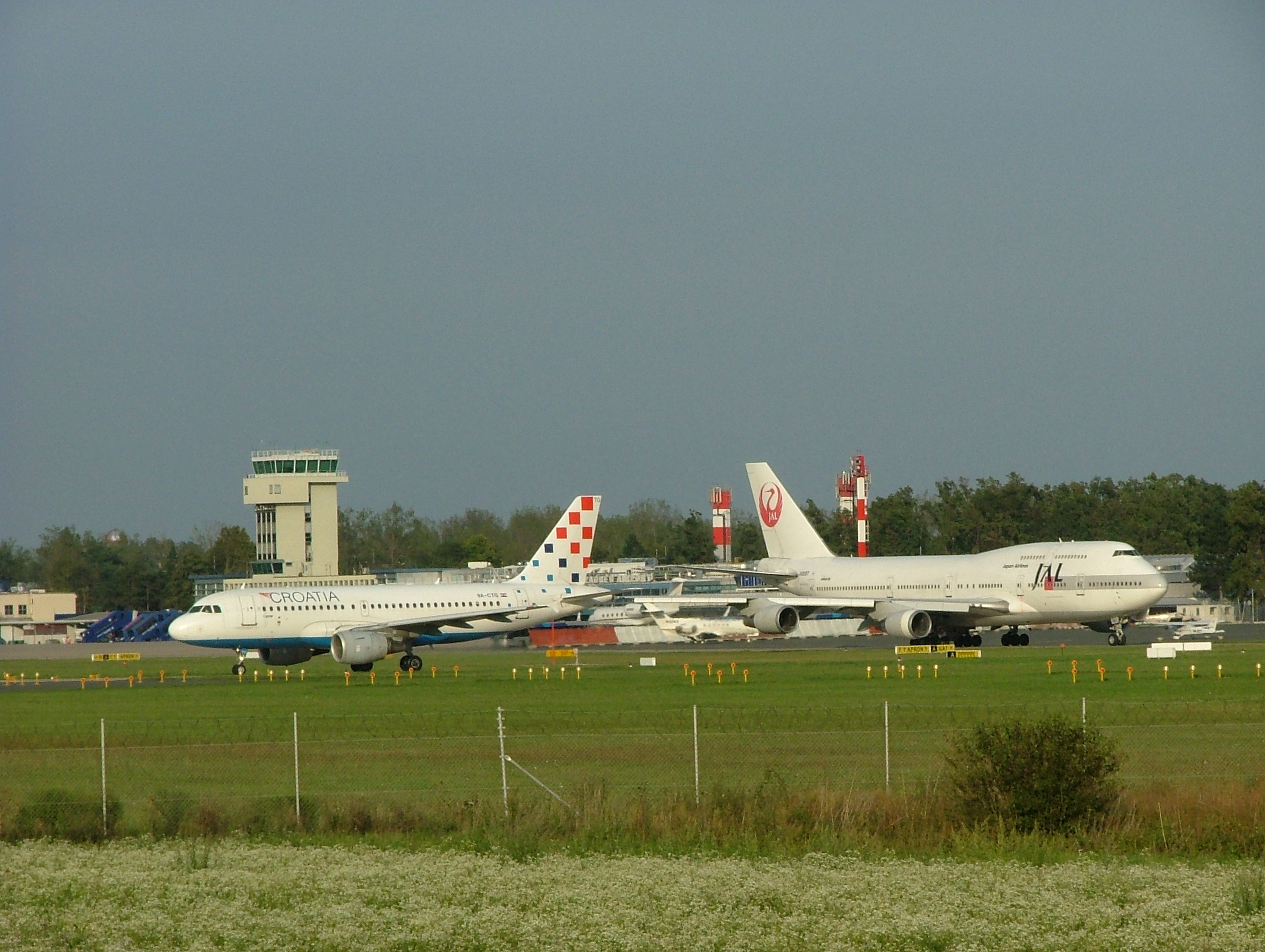
JAL Boeing 747-400 at Airport Zagreb